# ناجوربالان بی‌بوی گیاه‌زی
ناجوربالان بی‌بوی گیاه‌زی (Rhopalidae) تیره‌ای از بالاخانواده ناجوربالان کوروویدیا می‌باشند. این حشرات شبیه لنگ‌ورقیان هستند اما ناجوربالان بی‌بوی گیاه‌زی فاقد سیستم بویایی شبیه به آنچه در لنگ‌ورقیان می‌باشد، هستند.